# منتخب ألبانيا لكأس ديفيز
منتخب ألبانيا لكأس ديفيز هو ممثل ألبانيا الرسمي في كرة المضرب في كأس ديفيز.